# Dennis Jastrzembski
Dennis Jastrzembski (ur. 20 lutego 2000 w Rendsburgu) – niemiecko-polski piłkarz, grający na pozycji napastnika w Fortunie Düsseldorf. Młodzieżowy reprezentant Polski i Niemiec.

## Kariera juniorska
Do 2013 roku trenował w TSV Kropp. W latach 2013–2015 reprezentował młodzieżowo Holstein Kiel.
1 lipca 2015 roku trafił do Herthy BSC. W drużynie U–17 tego zespołu zagrał 34 mecze, strzelił 11 goli i zanotował 9 asyst. W zespole U–19 zagrał 44 ligowe mecze, strzelił 11 goli i zanotował 23 asysty, dzięki czemu przyczynił się do zdobycia mistrzostwa Niemiec U–19 w sezonie 2017/2018.

## Kariera klubowa
1 lipca 2018 roku przedostał się do seniorskiego zespołu. W pierwszej drużynie zadebiutował 25 sierpnia w meczu przeciwko 1. FC Nürnberg, wygranym 1:0, grając 18 minut.
31 stycznia 2020 roku został wypożyczony do SC Paderborn 07. W tym zespole zadebiutował 8 lutego w meczu przeciwko Schalke 04, zremisowanym 1:1, wchodząc na ostatnią minutę. Pierwszą asystę zaliczył 21 lutego w meczu przeciwko Bayernowi Monachium, przegranym 3:2. Asystował przy golu w 75. minucie. Łącznie w Paderborn zagrał 9 meczów, zaliczył też jedną asystę.
27 stycznia 2021 roku został ponownie wypożyczony, tym razem do SV Waldhof Mannheim. W tym klubie zadebiutował 3 dni później w meczu przeciwko Türkgücü Monachium, wygranym 0:2, grając 16 minut. Pierwszą asystę zaliczył 1 marca w meczu przeciwko rezerwom Bayernu Monachium, zremisowanym 2:2. Asystował przy golu w 33. minucie. Pierwszego gola strzelił 18 kwietnia w meczu przeciwko VfB Lübeck, wygranym 3:2. Do siatki trafił w 20. minucie. Łącznie w Mannheim zagrał 15 spotkań, strzelił gola i 2 razy asystował. 
Natomiast Herthcie Berlin do 8 stycznia 2022 roku zagrał w 16 ligowych meczach, po czym został sprzedany do Śląska Wrocław. 
23 sierpnia 2023 roku zmienił barwy klubowe i przeniósł się do występującej w 2. Fußball-Bundeslidze Fortuny Düsseldorf. Dla Śląska Wrocław rozegrał łącznie 50 spotkań, strzelając 3 gole i notując 3 asysty.

## Kariera reprezentacyjna
W kadrze Polski U-15 zagrał 4 mecze i strzelił gola.
Natomiast w kadrze U-16 miał takie same statystyki, dorzucił też asystę.
W reprezentacji Niemiec U-16 zagrał w 5 meczach, strzelił gola.
W kadrze U-17 natomiast zagrał 16 meczów, strzelił 4 gole i zanotował 3 asysty.
W reprezentacji U-18 zagrał jeden mecz.
A w kadrze U-19 zagrał tych meczów 8.
W reprezentacji Polski U-21 zagrał 1 mecz.

## Życie prywatne
Ma brata Chrisa, również piłkarza.